# Polywell
Polywell – koncepcja konstrukcji urządzenia do kontrolowanej syntezy termojądrowej. Energię jonom dostarcza pole elektrostatyczne, a plazma jest uwięziona magnetycznie i  elektrostatycznie.
Nazwa polywell ("wielostudnia") jest hybrydą  słów polyhedron (wielościan) oraz potential well (studnia potencjału).
Reaktor polywell składa się z cewek ułożonych w konfiguracji wielościanowej, w której pole magnetyczne więzi elektrony. Konfiguracja ta utrzymuje elektrony wewnątrz urządzenia, co wytwarza quasi-sferyczny ujemny potencjał elektryczny wykorzystywany do przyspieszania i uwięzienia jonów podlegających syntezie jądrowej.
Urządzenie zostało opracowane przez Roberta Bussarda w czasie realizacji kontraktu badawczego dla United States Navy jako rozwinięcie idei fuzora Farnswortha-Hirscha.

## Zasada działania

### Problemy zfuzoramiFarnswortha–Hirscha
Tradycyjny fuzor Farnswortha–Hirscha składa się z komory próżniowej zawierającej dodatnio naładowaną siatkę zewnętrzną i ujemnie naładowaną siatkę wewnętrzną zawartą w niej; jest to w zasadzie lampa elektronowa ze sferycznymi siatkami. Syntezowalne jądra atomowe są wstrzykiwane jako jony do systemu, będąc odpychanymi przez zewnętrzną siatkę, a przyciąganymi przez wewnętrzną. W większości przypadków jony nie trafiają w siatkę, ale okazjonalnie, po upłynięciu wystarczająco długiego czasu, jądra zderzają się z siatką lub innymi wysokoenergetycznymi jądrami. Większość zderzeń z innymi jądrami nie powoduje wystąpienia syntezy jądrowej, ale od czasu do czasu synteza taka zachodzi. Przy chybieniu, jądra poruszają się w kierunku zewnętrznym i są odpychane przez zewnętrzną siatkę z powrotem w kierunku rdzenia. Bez ruchu elektronów i pól magnetycznych, nie występuje promieniowanie synchrotronowe, a poziom promieniowania hamowania (bremsstrahlung) jest niski.
Fundamentalny problem związany z tym tradycyjnym systemem jest w samej siatce, jądra zbyt często uderzają w siatkę. To uszkadza siatkę, prowadzi do utraty energii jonów, oraz (co najważniejsze), nagrzewa siatkę. Nawet jeśli pozostałe problemy nie byłyby krytyczne, to posiadanie drobnej siatki w reaktorze wytwarzającym wystarczającą ilość energii aby nadawał się do wykorzystania w elektrowni oznaczałoby z pewnością, że siatka natychmiast wyparowałaby.

### Podejście zastosowane w polywell
Tak jak fuzor, polywell więzi jony dodatnie poprzez ich przyciąganie do ujemnie naładowanych elektronów. Różnica polega na tym, że w fuzorze ładunki ujemne rezydują na siatce z ciała stałego. W polywell są one uwięzione w wewnętrznym rejonie reaktora przy użyciu pól magnetycznych. Obszar reaktora jest wyznaczony przez cewki wytwarzające pole magnetyczne, zamiast przez elektrycznie naładowane siatki. Przewaga cewek nad siatkami polega na tym, że pola magnetyczne wytwarzane przez cewki pomagają również ochronić je przed wysokoenergetycznymi elektronami i jonami. Z drugiej strony, polywell gromadzi elektrony i jony w jednej zamkniętej przestrzeni, wprowadzając ponownie promieniowanie hamowania, którego wytwarzaniu konstrukcja fuzora zapobiega.
Pole magnetyczne jest wytwarzane przez wielościanowo ułożone cewki, wszystkie skierowane do wewnątrz (lub na zewnątrz) reaktora. Pole magnetyczne zanika w centrum, a strumień indukcji magnetycznej wchodzący do reaktora przez cewki wychodzi z niego z powrotem przez przestrzenie pomiędzy cewkami. Zatem elektrony są uwięzione w centralnym obszarze przez lustro magnetyczne z dużym współczynnikiem pola, a wszystkie wierzchołki są punktami (a nie odcinkami). Jony mogą być dodawane dla wytworzenia plazmy, ale zawsze musi być więcej elektronów niż jonów aby utrzymać studnię potencjału. Chociaż podejście to, w przeciwieństwie do oryginalnego fuzora, używa pól magnetycznych, to nie muszą one więzić jąder – a jedynie elektrony, które są o kilka rzędów wielkości łatwiejsze do uwięzienia.
Możliwe do zastosowania wielościany to te, które mają parzystą ilość ścian przy każdym wierzchołku, aby bieguny solenoidów mogły być przemienne. Nieskończenie wiele wielościanów spełnia ten wymóg, na przykład wszystkie antygraniastosłupy, 2n-kątne dwuostrosłupy oraz wszystkie rektyfikowane (w pełni przycięte) wielościany.
WB-6 jest sześcio-ośmiościanem. WB-8, planowany przez Bussarda, miałby być dwudziestodwunastościanem podwójnym. Te geometrie posiadają szereg interesujących właściwości. Kształt studni potencjału magnetycznego jest wielościanem dualnym maszyny. Każdy wielościan mógłby być skonstruowany na dwa różne sposoby z okrągłych cewek lub przewody mogłyby być poprowadzone wzdłuż krawędzi wielościanu tak, jak w wielościanowej siatce NPG Bussarda (istnieje ścieżka Eulera, ponieważ wszystkie wierzchołki są równe).
Pomimo początkowych trudności w sferycznym uwięzieniu elektronów, w momencie zakończenia projektu badawczego w roku 2005, Bussard zgłosił emisję neutronów na poziomie 109 na sekundę podczas syntezy D-D przy jedynie 12,5 kV (na podstawie detekcji w sumie 9 neutronów w pięciu testach, dających szeroki przedział ufności). Twierdził, że WB-6 uzyskał około 100000 razy większą emisję niż fuzor Farnswortha przy podobnej głębokości studni potencjału i warunkach działania.
Badacze z University of Wisconsin-Madison również zgłaszają uzyskanie emisji neutronów na poziomie do 5×109 na sekundę przy napięciach rzędu 120 kV z elektrostatycznym fuzorem bez pól magnetycznych.
Bussard twierdził, że zakładając zastosowanie nadprzewodników w cewkach, produkcja energii przez urządzenie rośnie proporcjonalnie do siódmej potęgi promienia, a zysk energetyczny proporcjonalnie do jego piątej potęgi. Chociaż Bussard nie udokumentował publicznie rozumowania wiodącego do tego oszacowania, to jeśli okazałoby się ono poprawne, to model zaledwie dziesięć razy większy byłby użyteczny jako elektrownia jądrowa.

## Porównanie z konwencjonalnymi koncepcjami uwięzienia
Koncepcja Polywell jest spokrewniona z różnymi innymi koncepcjami dotyczącymi uwięzienia plazmy, lecz różni się istotnie od wszystkich z nich. Jest najbliższa do koncepcji fuzora, który (podobnie jak polywell) więzi jony używając skierowanego do wewnątrz pola elektrycznego, lecz w odróżnieniu od polywell wymaga siatki elektrod w formie ciała stałego wewnątrz masy plazmowej. Oba z zamierzenia operują na wysoko nietermicznych, w idealnym przypadku monoenergetycznych rozkładach energii jonów. Jeśli energie jonów mogą być utrzymane w pobliżu optymalnej wartości, tempo reakcji dla danego ciśnienia plazmy może być kilkukrotnie wyższe od maksymalnego tempa możliwego dla jonów o rozkładzie termicznym. Z drugiej strony, kolizje i zbiorcze niestabilności mają tendencję do przywracania rozkładu termicznego, tak więc ogólnie utrzymanie monoenergetycznego rozkładu jest kosztowne.
Polywell różni się od fuzora tym, że elektrony są uwięzione magnetycznie, tak więc jest również spokrewniona z magnetycznym uwięzieniem plazmy, w tym najbardziej z odmianą z użyciem lustra magnetycznego. Wspólne z lustrami magnetycznymi jest minimum pola w centralnym obszarze, uwięzienie (częściowo) przy użyciu efektu lustra magnetycznego, oraz (przynajmniej do pewnego stopnia) nietermiczny rozkład energii elektronów. W niektórych konfiguracjach lustra, pole w centrum stanowi minimum w każdym kierunku – tak, jak w centralnym obszarze polywell. W takim przypadku mówi się, że pole magnetyczne posiada "dobrą krzywiznę", ponieważ pewna klasa fluktuacji jest stabilna w plazmie uwięzionej przez takie pole. W przeciwieństwie do maszyn lustrzanych, polywell nie tylko posiada minimum natężenia pola w centrum – pole całkowicie tam zanika. Polywell nie posiada również osi magnetycznej, ale wielościanową symetrię.
Obecnie najbardziej aktywnie rozwijaną koncepcją uwięzienia plazmy jest tokamak, koncepcja stojąca za projektem ITER. Reaktor fuzyjny z pozytywnym bilansem energetycznym oparty na tokamaku byłby z pewnością olbrzymią i złożoną maszyną. W przeciwieństwie do tego, reaktor polywell o porównywalnej mocy, jeśli jest możliwy do zbudowania, byłby znacznie mniejszy, prostszy i bardziej opłacalny. Tokamak posiada kształt toroidalny z zagnieżdżonymi powierzchniami strumienia, tak więc zarówno jony, jak i elektrony mogą być utracone jedynie przez transport w poprzek linii pola magnetycznego. (głównie jako wynik niestabilności z bardzo krótką długością fali). Uwięzienie cząstek w reaktorze polywell jest bardziej złożone, dotyczy zarówno pól magnetycznych, jak i elektrycznych, transportu cząstek zarówno w poprzek jak i wzdłuż linii pola magnetycznego oraz innych procesów dla jonów niż dla elektronów.

## Możliwość uzyskania dodatniego bilansu energetycznego
Bussard twierdził, że to urządzenie może działać produkując więcej energii niż pochłaniając, na fuzji aneutronowej opartej na paliwie z boru-11 i protonów. Pozostaje tematem kontrowersji czy jony i elektrony ulegną termalizacji i czy straty na promieniowaniu hamowania wyemitują więcej energii w nieodzyskiwalnej formie niż może być wytworzone przez reakcję syntezy.
Todd Rider oblicza, że straty na promieniowaniu hamowania z tym paliwem w odniesieniu do produkcji energii z syntezy wyniosą 1,20:1,00. Bussard twierdził, że według jego obliczeń straty  stanowią około 5% tej wartości, a zatem uzyski większe od jedności są możliwe.
Według Bussarda wysoka prędkość jonów w rdzeniu, a zatem ich mały przekrój dla kolizji Coulomba czyni termalizujące kolizje bardzo mało prawdopodobnymi, a niska prędkość na obrzeżu oznacza, że termalizacja tam prawie nie wywiera wpływu na prędkość jonów w rdzeniu.
Inna publikacja na temat wykonalności syntezy IEC, używająca w pełni odbiciowo uśrednionego operatora równania Fokkera-Plancka, zakończona jest wnioskiem, że systemy IEC mogłyby uzyskać wysokie współczynniki uzysku energii z syntezy jądrowej (wartości Q). Jednakowoż, reakcja deuter-tryt byłaby konieczna dla zminimalizowania potencjału operacyjnego oraz strat na promieniowaniu hamowania, aby uzyskać wysokie Q.

## Historia
Podstawowa idea reaktora polywell została opracowana w roku 1983.
Badania były finansowane przez Departament Obrony Stanów Zjednoczonych od roku 1987, a United States Navy zaczęła dostarczać finansowania dla projektu na niskim poziomie w roku 1992.
Bussard, który wcześniej był zwolennikiem badań nad tokamakami, w 1995 roku wysłał list do Kongresu Stanów Zjednoczonych deklarując, że wspierał tokamaki jedynie po to, aby skłonić rząd do sponsorowania badań nad syntezą jądrową, ale że obecnie wierzy w istnienie lepszych alternatyw niż tokamaki.
Poszczególne modele reaktorów polywell były wytwarzane kolejno, począwszy od modelu WB-1 a skończywszy na WB-6 (z WB-7 i 8 w planach, ale w chwili pisania tego artykułu jeszcze nie skonstruowanych). Wczesne konstrukcje składały się ze ściśle zespawanych stalowych sześcianów zawierających elektromagnesy, nawiniętych na szpule o kwadratowym przekroju. Te projekty wykazywały problem ze stratami na "dziwnym wierzchołku" w łączeniach pomiędzy magnesami oraz z polem magnetycznym przycinającym rogi szpul. Straty idące w metal znacząco uderzały w ich wydajność, co prowadziło do niższej wydajności uwięzienia elektronów niż przewidywano. Późniejsze projekty (począwszy od WB-6) zaczęły oddalać od siebie elektromagnesy zamiast stykać je ze sobą; nastąpiła też zmiana z kwadratowego przekroju na kołowy, redukując powierzchnię metalu nie chronioną polami magnetycznymi. Te zmiany znacząco polepszyły wydajność, prowadząc do dużej recyrkulacji elektronów i ich uwięzienia w sukcesywnie coraz ciaśniejszym rdzeniu. Do roku 2005 wszystkie reaktory były budowane z 6 magnesów na planie sześcianu (a ściślej – przyciętego sześcianu). Planowany WB-8 ma być wielościanem wyższego stopnia, z 12 elektromagnesami.
Fundusze stawały się z czasem coraz bardziej ograniczone. Zdaniem Bussarda, "Fundusze najwyraźniej były potrzebne dla bardziej ważnej wojny w Iraku." Dodatkowe 900 tysięcy USD z Office of Naval Research pozwoliły programowi na kontynuację wystarczająco długo, aby dotrzeć do etapu testowania WB-6 w listopadzie 2005.
Ostatni wytworzony model, WB-6, uzyskał tempo reakcji na poziomie 109 neutronów na sekundę. Napięcie zasilające WB-6 w czasie testów wynosiło około 12,5 kV, z wynikającą z tego głębokością studni potencjału około 10 kV, i deuteronami osiągającymi w centrum maszyny energię kinetyczną 10 keV. Dla porównania, fuzor przeprowadzający syntezę jądrową deuteru przy 10kV wytworzyłby tempo reakcji tak niskie, że byłoby trudne do wykrycia. Hirsch osiągał takie tempo reakcji syntezy jedynie przy zasilaniu swojej maszyny napięciem 150 kV i przeprowadzając syntezę deuter-tryt (znacznie łatwiejsza reakcja). Chociaż impulsy działania  WB-6 trwały ułamki milisekund, Bussard uważał, że warunki te powinny reprezentować stan stabilny z punktu widzenia fizyki teoretycznej. Przede wszystkim, modele systemu wykazują, że model w pełnej skali, kosztujący około 150-200 milionów dolarów (zależnie od paliwa), powinien być efektywną elektrownią, wytwarzającą znacząco więcej energii niż pobierającą. Niestety, ostatni test WB-6 zakończył się przedwcześnie, kiedy izolacja na jednym z ręcznie nawiniętych elektromagnesów przepaliła się, niszcząc urządzenie. Z powodu braku dalszego finansowania w roku 2006 i częściowo 2007, należący do wojska osprzęt projektu został przewieziony przez miasto do firmy SpaceDev, która zatrudniła też trzech pracowników zespołu badawczego.
Po przekazaniu sprzętu, Bussard próbował przyciągnąć nowych inwestorów, przemawiając na konferencjach i próbując podnieść zainteresowanie swoim projektem. Prelekcja w siedzibie firmy Google, miała tytuł "Should Google Go Nuclear?" ("Czy Google powinien przejść na energię nuklearną?") Nieformalne streszczenie ostatniej dekady badań zostało zaprezentowane na 57. kongresie Międzynarodowej Federacji Astronautycznej. Praca Bussarda nad reaktorem polywell została uhonorowana nagrodą "Outstanding Technology of the Year" International Academy of Science w roku 2006 .
W sierpniu 2007, EMC2  (organizacja non-profit założona przez Bussarda dla poszukiwania funduszy dla kontynuowania projektu) otrzymała 2 miliony dolarów od US Navy na kontynuowanie prac nad reaktorem.
Po śmierci Bussarda w październiku 2007, Richard Nebel przejął kierownictwo prac zespołu projektowego polywell w EMC2, i najnowsze eksperymentalne urządzenie, WB-7, wytworzyło pierwszą plazmę na początku stycznia 2008. Zależnie od wyników trwających obecnie eksperymentów, badania mogą być w przyszłości kontynuowane w celu opracowania modelu w pełnej skali.

## Budowa
Bussard uważał, że system udowodnił swoją użyteczność w wystarczającym stopniu, aby nie były wymagane modele w skali pośredniej, i wyraził, że "...jesteśmy prawdopodobnie jedynymi ludźmi na planecie, którzy wiedzą, jak zbudować prawdziwy, czysty system oparty na syntezie jądrowej z pozytywnym bilansem energii." Począwszy od sierpnia 2007 z nowym kontraktem badawczym z U.S. Navy, zamierzał zbudować jeszcze dwa prototypy (WB-7 i WB-8), aby zdecydować, który model pełnoskalowy byłby najlepszy, i przy ich użyciu przeprowadzić i opublikować wyniki dziesiątek powtarzalnych testów. Następnie zamierzał zwołać konferencję ekspertów z tej dziedziny z zamiarem zdobycia ich poparcia. Zakładając, że jego projekt uzyskałby odpowiednie poparcie, przeszedłby natychmiast do fazy budowy demonstracyjnej elektrowni w pełnej skali.
Bussard zauważył, że "...zatem, mamy możliwość pozbycia się ropy (i innych paliw kopalnych), ale wymagane jest 4-6 lat i około 100-200 milionów USD dla wybudowania elektrowni w pełnej skali i zademonstrowania jej." Strona web zarejestrowana na Roberta Bussarda i EMC2 Fusion Development Corporation, "dobroczynną organizację badawczo-rozwojową", została utworzona aby zbierać fundusze na dalsze badania.
Bussard powiedział też: "Ktoś to zbuduje; a kiedy zostanie zbudowane, będzie działało; a kiedy będzie działało, ludzie zaczną tego używać i zacznie wypierać inne źródła energii."
Dr. Bussard zmarł 6 października 2007 roku. Jego praca jest kontynuowana przez zespół fizyków, który udało mu się zgromadzić w EMC2. Dolly Gray, współzałożycielka EMC2 (z 1985 roku), która pracowała jako jego prezes i CEO, pomogła zebrać zespół naukowców w Santa Fe. Członkami zespołu są m.in. dr. Rick Nebel, Jaeyoung Park (obaj fizycy przeszli do zespołu z laboratorium Los Alamos National Laboratory); Mike Wray, fizyk, który kierował kluczowymi testami w 2005 roku; oraz Kevin Wray, specjalista komputerowy projektu.
Najnowsze urządzenie, WB-7, zostało skonstruowane jako bardziej niezawodna wersja urządzenia WB-6 w warsztacie w San Diego i przewiezione do Santa Fe, gdzie zespół przygotował laboratorium testowe i obecnie prowadzi eksperymenty. Urządzenie, tak, jak poprzednie, zostało zaprojektowane przez inżyniera Mike'a Skillicorna.
Czyniono sugestie, aby przeprowadzić wieloagencyjną recenzję rezultatów i schematów aby ułatwić sprawną publikację wszystkich wniosków i dokumentacji. Jest to obecnie niemożliwe ze względu na embargo publikacyjne nałożone przez fundatorów (US Navy) na zespół dr. Nebela. Zasady embargo nie są obecnie znane, ale poprzedni projekt prowadzony jeszcze przez dr. Bussarda, związany był embargiem przez 11 lat (od 1994 do 2005 roku) aż do zakończenia ówczesnego kontraktu z US Navy.
W sierpniu 2008 zespół zakończył pierwszą fazę eksperymentu i oczekiwał na recenzję rezultatów oraz werdykt swoich federalnych sponsorów na temat dalszego prowadzenia eksperymentu w kolejnych fazach. Dr. Nebel powiedział "osiągnęliśmy względny sukces", odnosząc się do wysiłków zespołu, zmierzających do powtórzenia obiecujących rezultatów uzyskanych przez Dr. Bussarda. "Wyniki są mieszane", określił Dr. Nebel. Jednak wyraził się również, że zespół posiada "plan dla dalszych postępów". "Ogólnie jesteśmy zadowoleni z tego, co uzyskiwaliśmy z tego do tej pory, i zdobyliśmy olbrzymią ilość wiedzy".
We wrześniu 2008 wydział broni Stacji Testowania Broni Morsko Powietrznych China Lake, CA  z Centrum Wojny Morsko-Powietrznej ogłosił publiczny przetarg na kontrakt badawczy dotyczący elektrostatycznego urządzenia do syntezy jądrowej, który wygrało EMC2 jako preferowany dostawca wobec braku innych ofert.
W październiku 2008 US Navy ogłosiło dwa nowe przetargi na kontrakty, które również zostały przyznane EMC2. Obejmowały one dwa zadania – zaprojektowania lepszego oprzyrządowania oraz działa do iniekcji jonów. Dr. Nebel skomentował to: "Nie jest to nic wielkiego. To małe, przejściowe finansowanie dla utrzymania projektu przy życiu do momentu podjęcia dalszej decyzji."
Po zgłoszeniu ostatecznych wyników badań nad WB-7 w grudniu 2008, Dr. Richard Nebel skomentował je: "Nie ma tam nic, co by sugerowało że to nie zadziała", lecz również że "Bardzo daleko jest do stwierdzenia, że to zadziała".
Steven Chu, laureat nagrody Nobla w dziedzinie fizyki oraz od roku 2009 sekretarz energii Stanów Zjednoczonych, odpowiedział na pytanie na temat Polywell w trakcie wygłaszanego w 2007 roku referatu w firmie Google, że "Jak dotąd, jest zbyt mało informacji abym mógł ocenić prawdopodobieństwo, że to mogłoby zadziałać lub nie... Lecz staram się uzyskać więcej informacji".
W styczniu 2009 Centrum Wojny Morsko-Powietrznej wstępnie ogłosiło kolejny kontrakt na "modyfikację i testowanie urządzenia plazmowego WB-7", który prawdopodobnie polega na zainstalowaniu oprzyrządowania opracowanego w poprzednim kontrakcie, instalację złącza między zwojnicami według nowego projektu, oraz uruchomienie WB-7 z tymi modyfikacjami. Zmodyfikowane urządzenie nosi nazwę WB7.1.
W kwietniu 2009 EMC2 uzyskało kolejne 2 miliony USD w ramach ustawy American Recovery and Reinvestment Act. Wzmianka w tekście planu wydatków Departamentu Obrony dołączonego do ustawy znajduje się w załączniku 1, sekcji 3 (strona 166 dokumentu), opisana jako "Plazmowa Synteza Jądrowa (Polywell) – Prezentacja systemu syntezy jądrowej z uwięzieniem plazmy dla zastosowań na pokładzie statku i na brzegu; wspólny projekt US Navy i biura Sekretarza Obrony USA" i sugeruje opracowanie urządzenia dla "krajowego dostarczania i dystrybucji energii".
W maju 2009 Dr. Richard Nebel brał udział w wywiadzie dla popularnego serwisu internetowego. Ujawnił: "Mamy nadzieję uzyskać dodatnią produkcję energii netto w ciągu sześciu lat. Może to zająć więcej, ale zdecydowanie nie będzie to projekt badawczy na 50 lat. [...] Tak więc jeśli koncept zadziała, moglibyśmy mieć uruchomienie komercyjnej elektrowni już w 2020 roku."
W czerwcu 2009 US Navy potwierdziło istnienie kontraktów na fundowanie i konstrukcję WB-8, następnego prototypu Polywell. To urządzenie ma posiadać osiem razy większe natężenie pola magnetycznego w porównaniu z poprzednimi wersjami, co pozwala oczekiwać większej wydajności. Szczególne znaczenie we wspomnianym kontrakcie ma propozycja, aby ... w oparciu o wyniki testowania WB8 i dostępność funduszy rządowych, wykonawca opracował nową maszynę WB (WB8.1), która wdraża w życie wiedzę i ulepszenia uzyskane przy WB8. Spodziewane jest zwiększenie przyspieszenia jonów i zademonstrowanie reakcji aneutronowej “PB11”.
We wrześniu 2009, Departament Obrony Stanów Zjednoczonych ogłosiło kontynuowanie finansowania (w kwocie 7 855 504 USD) dla Energy Matter Conversion Corp na badania, analizę, rozwój i testowanie w ramach projektu Plan Plasma Fusion (Polywell). Prace fundowane przez ten grant zweryfikują teoretyczne podstawy fizyczne koncepcji plazmowej syntezy jądrowej Polywell, a także dostarczą US Navy danych na temat potencjalnych zastosowań syntezy Polywell. Spodziewany termin ukończenia projektu to kwiecień 2011.